# بلاستولاسیون

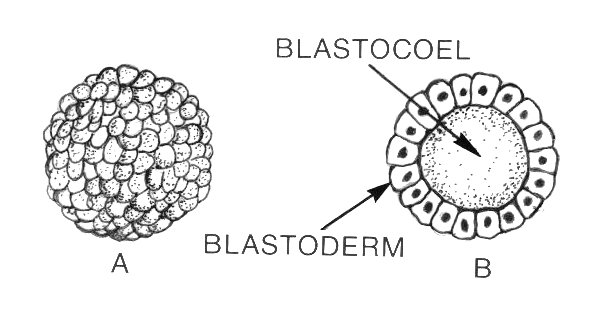
بلاستوسل و بلاستودرم

بلاستولاسیون (به انگلیسی: Blastulation)، مرحله‌ای از تکوین اولیه رویانی است که منجر به تولید بلاستولا (به انگلیسی: Blastula) می گردد. بلاستولا (از یونانی βλαστός با تلفظ blastos به معنای جوانه‌زنی) کره توخالی از سلول‌ها به نام بلاستومر است که حفره پر از مایع بلاستوسل را دربر می‌گیرد. تکوین رویانی از بارورسازی سلول تخم توسط اسپرم آغاز شده، سپس سلول تخم به زیگوت تبدیل شده و زیگوت نیز با تسهیم تبدیل به مورولا می گردد. تنها زمانی که  تشکیل شده، رویان اولیه تبدیل به بلاستولا می گردد. بلاستولا قبل از گاسترولا که لایه‌های زایا را تشکیل میدهد، به‌وجود می آید.
یک ویژگی مشترک بلاستولای مهره‌داران این است که شامل لایه‌ای از بلاستومر به نام بلاستودرم است که بلاستوسل را احاطه نموده. در پستانداران، بلاستولا به بلاستوسیست اشاره دارد. بلاستوسیست شامل یک امبریوبلاست (یا توده سلولی درونی) است که در نهایت تبدیل به ساختار مشخصی به نام جنین و یک تروفوبلاست می‌گردد که سیر تکوین خود را برای تبدیل به بافت‌های خارج-رویانی ادامه می دهد.
طی بلاستولاسیون، فعالیت قابل توجهی در رویان اولیه رخ می دهد تا قطبیت سلولی، تمایز سلولی، تشکیل محور و تنظیم بیان ژن صورت پذیرد. در بسیاری از جانورانی چون دروزوفیلا و زنوپوس، گذار میان بلاستولایی (MBT)، مرحله‌ای حیاتی در تکوین است که طی آن، mRNA مادری تجزیه شده و کنترل تکوین به رویان سپرده می گردد. بسیاری از برهمکنش‌های بین بلاستومرها به بیان کادهرین، به‌خصوص E-کادهرین در پستانداران و EP-کادهرین در دوزیستان وابسته است.
مطالعه‌ی بلاستولا و تمایز سلولی، پیامدهای زیادی در تحقیقات سلول‌های بنیادی و فناوری کمک‌باروری دارد. در زنوپوس (Xenopus)، بلاستومرها به صورت سلول‌های بنیادی پرتوان رفتار کرده که در چندین مسیر، بسته به نوع پیام‌رسانی سلولی، به سمت پایین مهاجرت می کنند. با دستکاری پیام‌های سلولی طی مرحله بلاستولای تکوین، بافت‌های مختلفی ممکن است شکل بگیرند. این توانایی را می توان در پزشکی ترمیمی، برای درمان بیماری ها و آسیب‌ها به کار برد. لقاح in vitro شامل کاشت (لانه گزینی) یک بلاستولا در رحم مادر است. لانه‌گزینی سلولی بلاستولایی را می توان جهت درمان ناباروری بکار برد.